# Salpêtrière
La Salpêtrière, propriamente Gruppo ospedaliero de la Pitié-Salpêtrière (in francese Groupe hospitalier de la Pitié-Salpêtrière), è un rinomato centro ospedaliero universitario nel XIII arrondissement di Parigi, progettato nel 1656 dall'architetto Libéral Bruant su incarico del re di Francia Luigi XIV.
L'ingresso si affaccia su piazza Marie Curie, su Boulevard de l'hôpital adiacente a la gare d'Austerlitz. Qui si può scorgere una statua bronzea dedicata a Philippe Pinel.
La facciata ad opera del suddetto Bruant ricorda non a caso quella de l'Hôtel des Invalides. La somiglianza è spiegata dallo stesso periodo di realizzazione dei due edifici, dal medesimo architetto e dalla comune finalità.

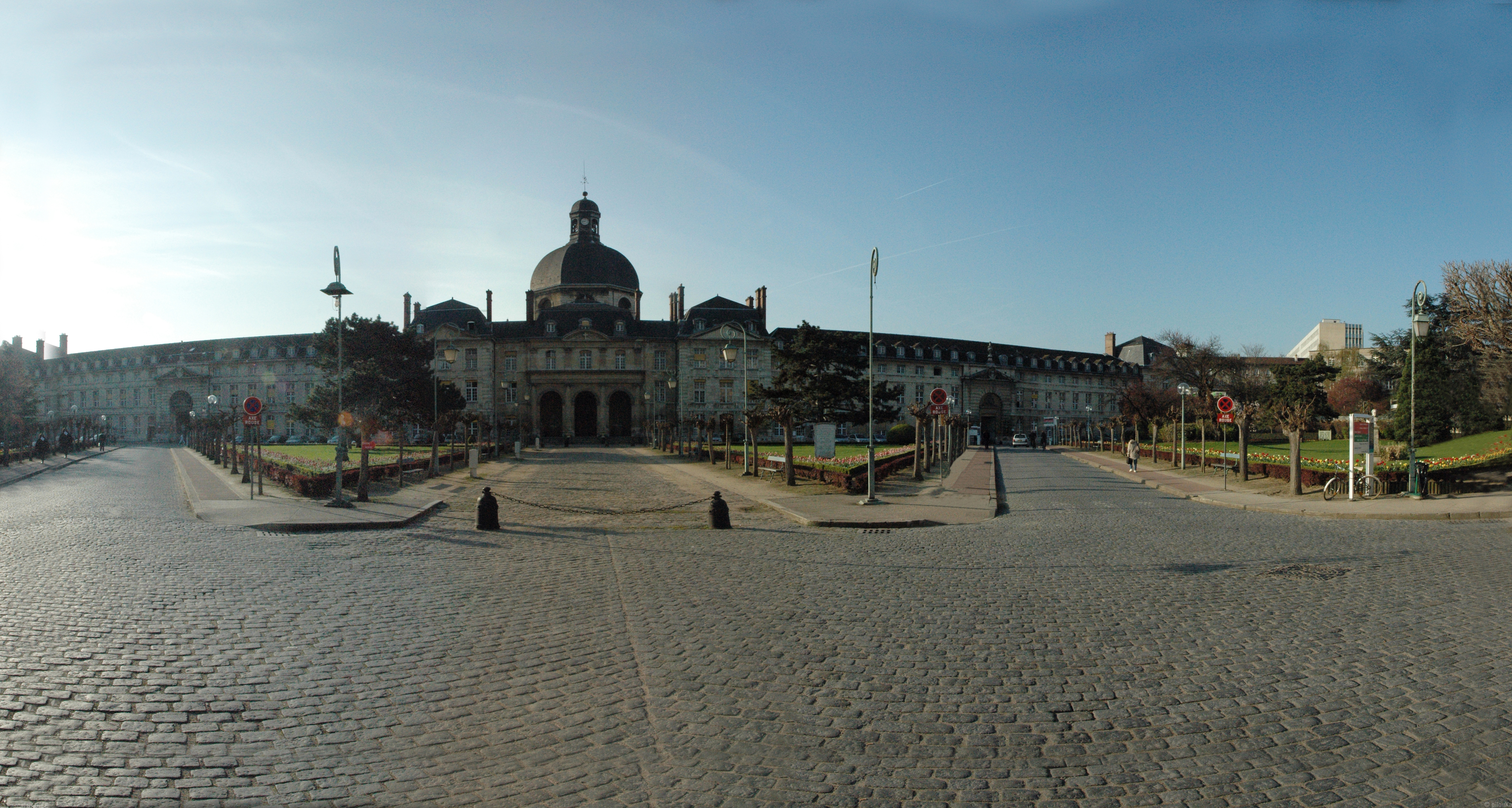
La Salpêtrière, al centro la cappella dell'ospedale

## Storia
La Salpêtrière nasce originariamente come una fabbrica di polvere da sparo e deve il suo nome al salpêtre (salnitro), uno dei principali componenti della polvere nera.
Nel 1656, re Luigi XIV, affida a Libéral Bruant la costruzione di un ospedale dove era ubicata la suddetta fabbrica, inaugurando così "l'Ospizio della Salpêtrière" (il cui nome originale era "Maison de force de la Salpêtrière"), in cui erano detenuti barboni, vagabondi, ladri e truffatori di Parigi. L'iniziativa, nasce dall'editto reale del 27 aprile 1656, il quale mostra palesemente l'obiettivo di ripulire le strade dal vizio e dai mendicanti, e di porre fine all'ozio impegnando e istruendo i poveri in locali opportuni (in breve tempo l'ospedale ospita già 40.000 persone, dato sorprendente considerato che la popolazione Parigina conta soli 400.000 abitanti). Tuttavia, malgrado le intenzioni di partenza, presto si rivela essere "un mosaico infernale della miseria umana".
Nel 1680, a seguito di un nuovo editto reale, viene promosso un ampliamento della struttura allo scopo di accogliere prostitute e donne abbandonate all'arbitrio più totale. Queste erano condotte alla Salpêtrière fra le urla della folla su di un carro detto "la charette des femmes des plaisirs" ed ospitate in una sezione detta "le commun". Nel 1788 la Salpêtrière contava circa 8000 donne, di cui alcune alienate e altre appartenenti al peggior ceto sociale che vivevano nelle più orribili condizioni igieniche, coricate sino a cinque in un letto e affette dalle più svariate malattie contagiose. La maggior parte delle donne, invece, era incatenata in locali umidi, freddi e senza luce in comunicazione con le fogne, ed era esposta ai morsi, talora mortali, dei topi. Il duca Francesco Alessandro Federico De La Richefoucauld-Liancourt, che redasse un rapporto sulla Salpêtrière, concluse che "sarebbe assai meno crudele lasciar perir la specie umana che farla vivere in simili condizioni". Tra il 3 e il 4 settembre del 1792, periodo acceso dagli scontri rivoluzionari, la Salpêtrière fu presa d'assalto dalla classe operaia impoverita del "Faubourg Saint-Marcel" con la chiara intenzione di liberare i detenuti. Fu così che 134 prostitute vennero rilasciate, altre invece vennero trascinate per le strade e uccise. Fu quello che passò alla storia come il "Massacro di Settembre".

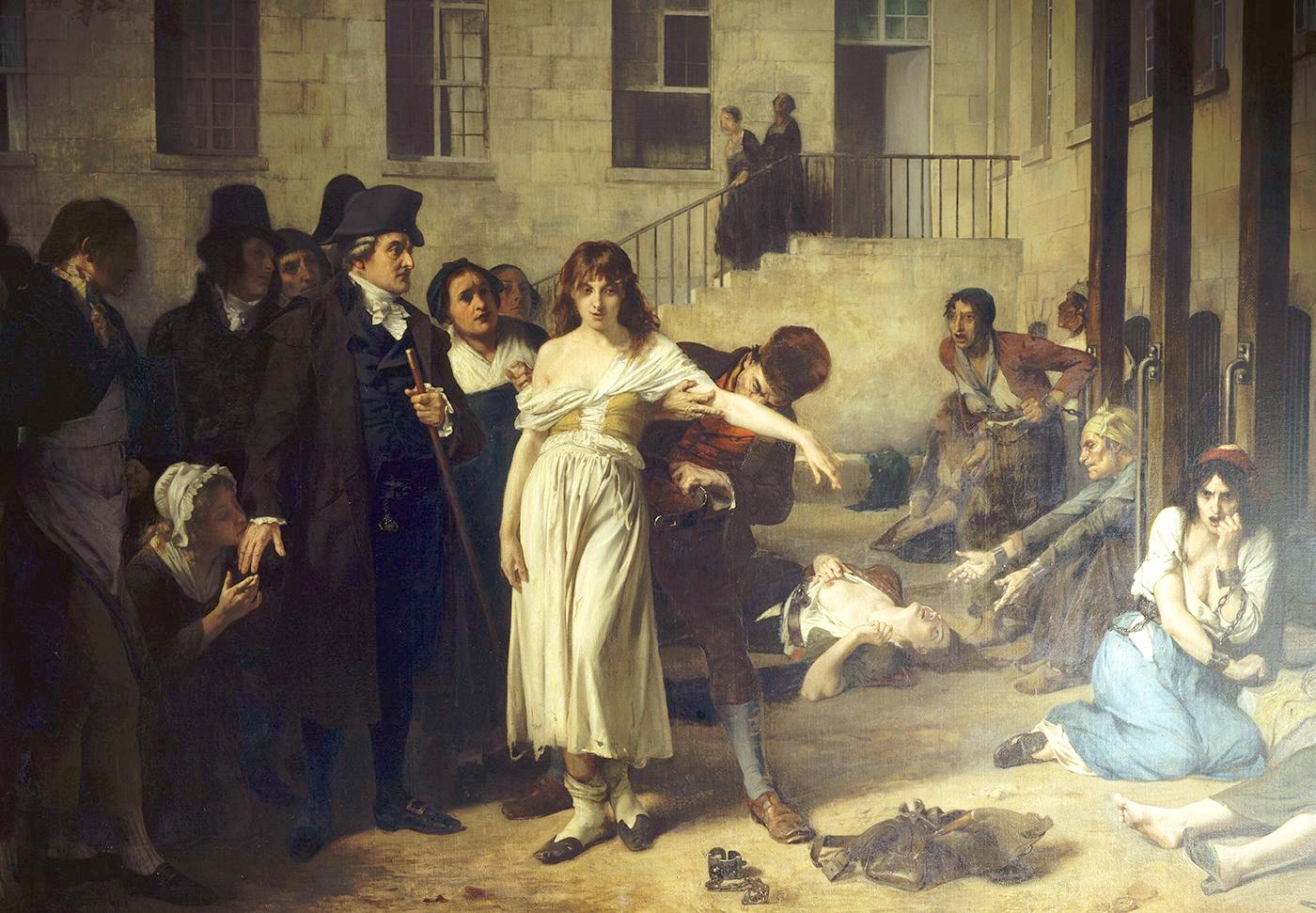
Philippe Pinel alla Salpêtrière, dipinto di Tony Robert-Fleury

Fino alla Rivoluzione francese, la Salpêtrière non ebbe alcuna funzione medica, ospitava soltanto i pazzi incurabili; gli altri venivano portati all'Hôtel Dieu. Quando l'influenza delle nuove idee iniziò a farsi sentire, anche la Salpêtrière cominciò a trasformarsi. Finalmente, nel XVIII secolo, fu grazie al celebre Philippe Pinel che cambiò anche l'approccio alla malattia mentale. Vennero abolite le catene adottando quello che fu chiamato le traitement moral, il quale si prefiggeva l'obiettivo di adottare una vera e propria terapia tenendo conto del recupero e del rispetto della persona.

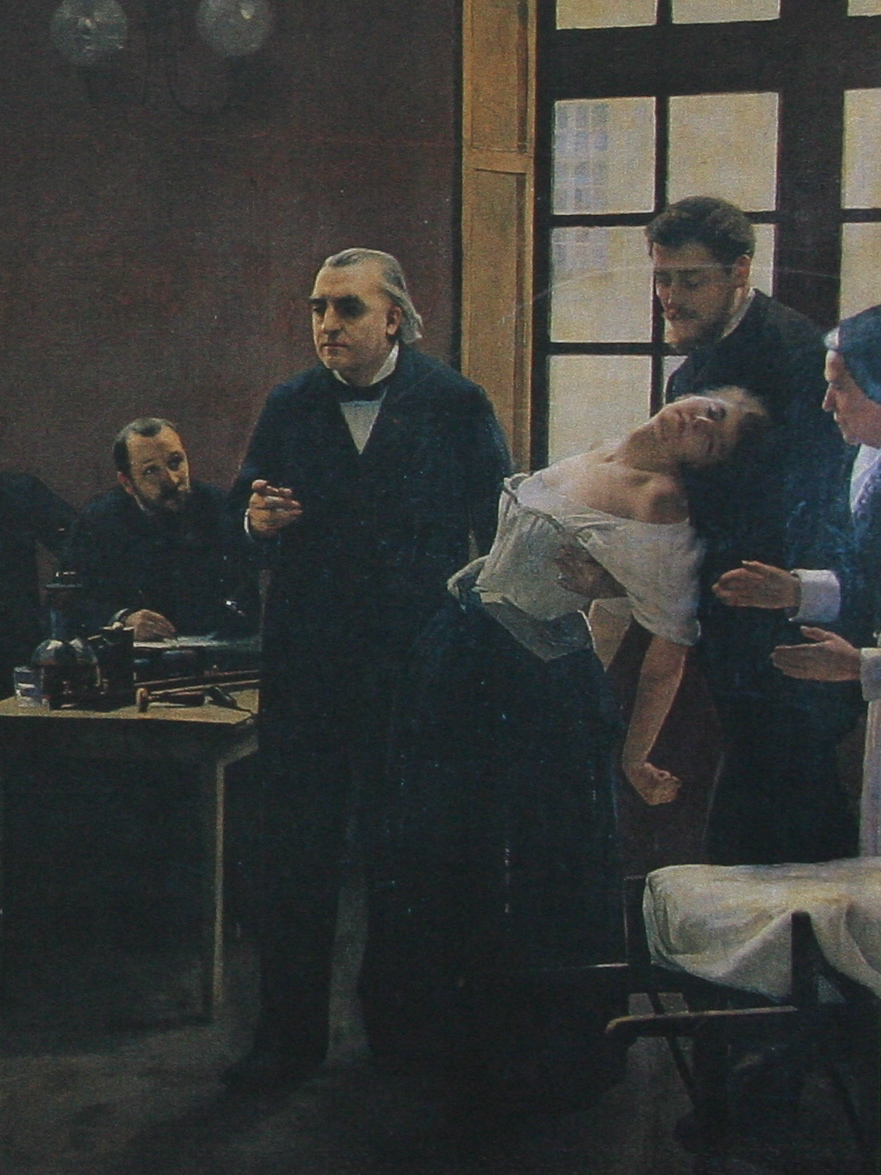
Charcot tiene una lezione sull'isteria alla Salpêtrière

Qui, nel 1862, il neurologo Jean-Martin Charcot vi fece il primo ingresso quando era studente ventitreenne e vi iniziò poi, nel 1873, un corso libero di malattie nervose che ebbe un successo prodigioso. Presto assunse la direzione del reparto e negli anni successivi diresse i suoi studi sull'isteria e l'ipnosi. La Salpêtrière, che nel corso della sua storia funse anche da prigione per prostitute e da manicomio per malati mentali, criminali, epilettici e poveri, divenne così un famoso centro psichiatrico che richiamava studenti da tutta Europa per seguire le lezioni da lui tenute. Tra questi vi era il celebre Sigmund Freud, allora giovane studente che, interessato alle ricerche di Charcot sull'isteria (malattia allora considerata tipicamente femminile), chiese una borsa di studio presso la Salpêtrière. Quest'ultimo divenne per Freud un importante modello destinato ad influenzare il suo pensiero. La Salpêtrière con Charcot assistette alla nascita della neurologia e in suo onore venne istituita presso la stessa la prima cattedra di malattie nervose al mondo ("cattedra Charcot") che ancora oggi vanta notevole prestigio.
Nel 1911, l'Ospedale de la Pitié fu edificato in un luogo adiacente a quello in cui sorgeva la Salpêtrière, alla quale venne unificato nel 1969 con la conseguente formazione del "Gruppo Ospedaliero de la Pitié-Salpêtrière", una delle più importanti istituzioni mediche d'Europa. Il 27 aprile 1968, alla Salpêtrière, fu effettuato il primo trapianto di cuore d'Europa dal cardiochirurgo Christian Cabrol (1925–2017).
L'ospedale ha ospitato l'Institut du cerveau et de la moelle épinière dalla sua creazione nel 2010.

## La Cappella
Assieme all'edificio principale venne costruita una cappella, da adibire ad uso dei ricoverati, progettata dallo stesso architetto che aveva progettato l'intero complesso.

## La Salpêtrière nell'arte
È citata nel libro La bambinaia francese di Bianca Pitzorno, in La storia di San Michele di Axel Munthe, medico e scrittore svedese che vi trascorse circa un anno alla scuola di Charcot, Il colonnello Chabert di Honoré de Balzac, nel romanzo L'Assommoire di Émile Zola.
Nel romanzo Il libro di Blanche e Marie di Per Olov Enquist, la protagonista di nome Violet scrive un intero libro sugli studi sull'isteria di Charcot, sulle cure e su Augustine (una paziente di Charcot più volte fotografata). Un altro riferimento letterario si trova nel romanzo di Rainer Maria Rilke I quaderni di Malte Laurids Brigge, in cui il protagonista è ricoverato alla Salpêtrière per una visita psichiatrica.
Il celebre ospedale parigino è citato nelle ultime pagine del romanzo Austerlitz, di W. G. Sebald, nel quale il protagonista vi è ricoverato dopo uno svenimento avvenuto nel metrò di Parigi. Anche il libro Il ballo delle pazze di Victoria Mas, racconta di internate alla Salpêtrière. Nell'arte, nel 1822 il pittore francese Théodore Géricault dipinge per un amico medico una serie di volti di uomini e donne affetti da nevrosi ritratti nel manicomio della Salpêtrière. Le tele mostrano un'inquadratura molto ravvicinata e si caratterizzano per i forti contrasti di colore; con questi intensi ritratti Géricault conduce un'osservazione acuta e dolorosa sul disagio della condizione umana. Gabriel Garcia Marquez, in L'amore ai tempi del colera: "…Il suo maestro di clinica pediatrica di la Salpêtrière gli aveva consigliato la pediatria come specialità più onesta, perché i bambini si ammalano solo quando sono realmente malati…"
Nella Salpêtrière è ambientato il romanzo di Victoria Mas "Il ballo delle pazze" Edizioni e/o 2021 (titolo originale "Le bal des folles" Editions Albin Michel 2019).